# S/S Punkaharju
S/S Punkaharju är ett finländskt ångfartyg, som byggdes av Lypsyniemi varv i Nyslott 1905. 
S/S Punkaharju har alltid trafikerat Saimen.